# Kollaboration
 Der er for få eller ingen kildehenvisninger i denne artikel, hvilket er et problem. Du kan hjælpe ved at angive troværdige kilder til de påstande, som fremføres i artiklen.

Kollaboratør fra latin: co (sammen) og labore (arbejde) betyder samarbejde. Ordet er blevet negativt efter 2. verdenskrig, hvor modstandsbevægelserne i lande besat af tyskerne brugte ordet om dem, som samarbejdede med besættelsesmagten og tjente på det.
| Politik | Spire Denne artikel om politik og ideologi er en spire som bør udbygges. Du er velkommen til at hjælpe Wikipedia ved at udvide den. |